# マイラ・アレハンドラ・ゴメス
マイラ・アレハンドラ・ゴメス（Mayra Alejandra Gómez、1988年4月21日 - ）は、アルゼンチンの女子プロボクサー。ネウケン州チョス・マラル出身。第4代WBO女子世界バンタム級王者。通称マイラ・ゴメス（Mayra Gómez) 。

## 来歴
2015年2月28日、バハ・カリフォルニア州ロサリトでWBA・WBC女子世界スーパーバンタム級スーパー王者ジャッキー・ナバと対戦し、6回1分22秒TKO負けを喫し2階級制覇に失敗した。